# Terapia de solución de problemas
La terapia de solución de problemas, también llamada entrenamiento en resolución de problemas, es una estrategia de intervención clínica que consiste en la presentación y práctica de un método general, estructurado en una serie de pasos, con el fin de ayudar al cliente a resolver sus propios problemas vitales. El objetivo general de la técnica es mejorar la competencia social y disminuir el malestar psicológico. Fue creada por D'Zurilla y Goldfried  en 1971.
El supuesto en el que se basa la Terapia de Solución de Problemas es que los problemas psicológicos son consecuencia de conductas de afrontamiento inefectivas
Los pasos propuestos inicialmente por D'Zurilla y Goldfried eran: 
- Establecer el contenido latente del problema: qué es lo que sucede.
- Analizar la naturaleza del problema y su causa.
- Comprender por qué el problema se manifiesta como es (cosa que es distinta de la naturaleza, ya que la naturaleza es el origen, y en este punto se analiza el desarrollo).
- Analizar cada aspecto del problema y comprender su estructura.
- Una vez ya comprendido el problema, analizar qué sucedería en el futuro si se sigue desarrollando el problema.
- Establecimiento de soluciones y acción.

Los pasos propuestos en la revisión de D'Zurilla y Nezu fueron:
- Orientación hacia el problema.
- Definición y formulación del problema.
- Generación de soluciones alternativas.
- Toma de decisiones.
- Puesta en práctica y verificación de la solución.

La terapia de solución de problemas es una estrategia cognitivo-conductual y donde se aplica una versión simplificada del método científico, adaptada a problemas prácticos cotidianos.